# ビアンカ・センソリ

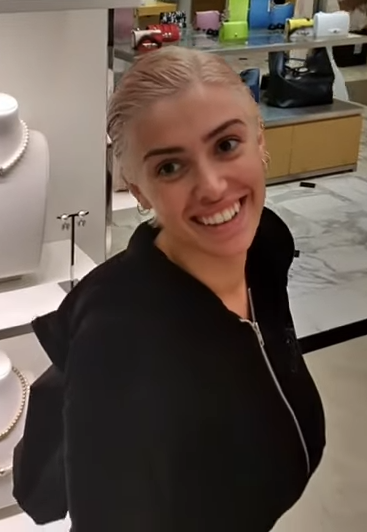
（2023年）

ビアンカ・センソリ（英: Bianca Censori、1995年1月5日-）は、オーストラリア・メルボルン出身、イタリア系オーストラリア人の建築家兼モデル。アメリカのラッパーであるカニエ・ウエストの2番目の元妻であり、裸に近い衣装で各種の授賞式などに登場する人物として知られる。

## 私生活
2022年末にカニエと結婚するも、2025年に破局。